# 滝祭神
滝祭神（たきまつりのかみ）は、伊勢神宮皇大神宮（内宮）の所管社。内宮の宮域内、御手洗場（みたらし）のすぐ近くに鎮座する。
社殿を持たない神社であり、所管社でありながら別宮と同等の祭祀が捧げられる特別な神社である。

## 概要
三重県伊勢市宇治館町、内宮の宮域に鎮座する。内宮の所管社30社のうち第1位である。内宮鎮座地を象徴する河川である五十鈴川の水神が祭神であるため、別宮と同様の祭祀が執行される。『宇治山田市史』では
| 「 | 瀧祭神は古来別宮に準じて神饌を供進し奉れる神なれば、特に別宮の次、摂社の上に列せらるゝのである。 | 」 |

と記している。
地域住民からは「おとりつぎさん」として親しまれる。内宮（正宮）に詣でる前に滝祭神を参拝すると、天照大神に願い事を取り次いでくれると言われている。
社殿はなく、板垣の内側には神体の石が祀られている。社殿がない理由は神宮関係者にも分からず、更に物忌の奉仕まで捧げられることは謎であり、安永4年（1775年）の『大神宮儀式解』でも「深き所以有る故」としか触れられていない。伊勢神宮の摂社・末社・所管社には通例、賽銭箱は置かれていないが、滝祭神には賽銭箱が置かれている。

## 祭神
祭神は瀧祭大神（たきまつりのおおかみ）。五十鈴川の水源の神である。五十鈴川と島路川（しまじがわ）の合流点にあり、治水を願って祀られている。

## 歴史
『延暦儀式帳』に「滝祭神社」、「滝祭の地」として記載されている。しかし『延喜式神名帳』や『六国史』には社名が記載されていない（式外社）。『建久年中行事』には、三節祭の時に斎宮へ「滝祭の瀬」で汲み上げた五十鈴川の水を竹の筒に入れ、届けられた。「滝祭の瀬」の正確な位置は不明であるが、おおよそ第一鳥居から滝祭宮の間に当たると推定される。
奉幣が行われるようになったのは、明治以降である。

## 祭祀
由貴大御饌（ゆきのおおみけ）の儀は、板垣の御門を開いて捧げられる。滝祭神に捧げられる御飯は、内宮・荒祭宮に供されるものと同じく、神宮神田で栽培され、御稲御倉に奉納されたイネである。神嘗祭の折には、神嘗祭の祭儀の後、大直会を行い、続いて滝祭行事を行う。由貴大御饌・滝祭行事の終了後、直会が行われる。滝祭行事の後で行われる直会は、禰宜と宇治大内人の2名だけが新米と新酒を飲食することが許され、重要な神事であったことが窺える。

## 交通
宇治橋前まで
- JR参宮線・近鉄山田線伊勢市駅南口（JR側）または近鉄山田線・鳥羽線宇治山田駅より三重交通バスに15分ほど乗車、終点「内宮前」下車[11]。近鉄鳥羽線五十鈴川駅からも三重交通バスで内宮前へ行くことが可能である。
- 伊勢自動車道伊勢西ICより三重県道32号伊勢磯部線（御木本道路）を南へ約5分または伊勢ICより国道23号を南へ約5分、付近に駐車場あり[11]。

宇治橋前から
- 宇治橋を渡り、神苑を進み、火除橋（ひよけばし）を越え、内宮の第一鳥居をくぐると御手洗場に到達する[1]。御手洗場のすぐ南の林の中に滝祭神が鎮座する[6]。